# Centură de siguranță

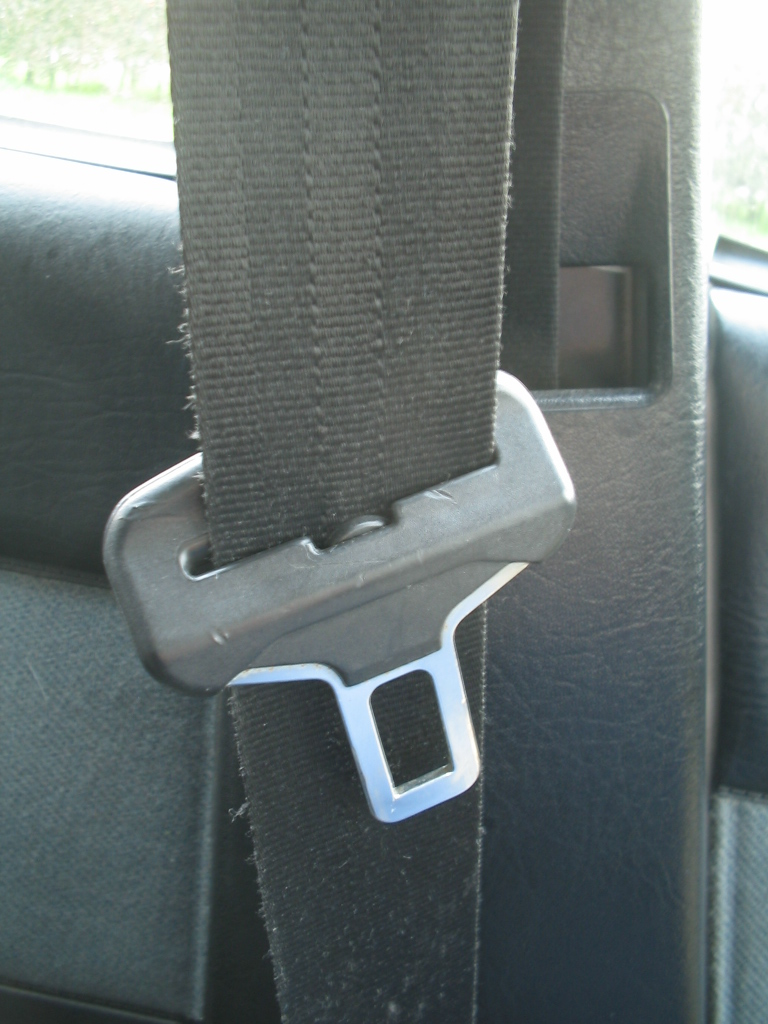
Centura de siguranță a unui autovehicul

Centura de siguranță este un dispozitiv care împiedică pasagerii unui automobil sau aerovehicul de a fi proiectați înainte, în cazul unui accident.
În aviație, centura de siguranță este utilizată la decolare și la aterizare, în timpul zborurilor acrobatice sau de luptă, la trecerea printr-o zonă turbulentă sau în cazul aterizărilor și amerizărilor forțate.

## Istoric
Centura de siguranță a fost inventată la începutul secolului al XIX-lea de inginerul englez George Cayley, care o folosea pentru planorul său. Centura în trei puncte a fost inventată în anul 1959 de inginerul suedez Nils Bohlin, aceasta fiind folosită pe automobilele Volvo începând din același an. După brevetarea invenției, compania Volvo a pus-o la dispoziția tuturor, pentru a încuraja implementarea acesteia în masă și salvarea de vieți.